# Ay amor (canción de Fonseca)
«Ay Amor» es una canción interpretada por el cantante y compositor colombiano Fonseca, lanzada como tercer sencillo radial de su cuarto álbum Ilusión el 31 de agosto de 2012. El 9 de octubre de 2012, la canción fue lanzada digitalmente (solo en Colombia) con una nueva versión dance producida por el productor Fainal.

## Vídeo musical
El vídeo musical fue lanzado en el canal oficial de Fonseca en Youtube, el 6 de septiembre de 2012. Fue dirigido por Pablo García, quien dirigió el vídeo de su sencillo anterior "Eres Mi Sueño", y fue codirigido por el mismo cantante. El vídeo fue rodado en la ciudad de Miami, acompañado con la actriz y modelo colombiana Carolina Gómez, donde lleva un vestido negro y una peluca azul. Para el 20 de julio de 2013, el vídeo cuenta con más de 1,82 millones de reproducciones.

## Posicionamiento en listas
| Colombia | Top 100 (National Report) | 17 |